# چارماوس
چارماوس (به انگلیسی: Charmouth) یک روستا و محله مدنی در بریتانیا است که در West Dorset واقع شده‌است. چارماوس ۱٬۳۱۰ نفر جمعیت دارد.